# دانیل سانچس آره‌والو
دانیل سانچس آره‌والو (اسپانیایی: Daniel Sánchez Arévalo‎؛ زادهٔ ۲۴ ژوئن ۱۹۷۰) یک کارگردان و فیلم‌نامه‌نویس اهل اسپانیا است.
از فیلم‌ها یا مجموعه‌های تلویزیونی که وی در کارگردانی آن‌ها نقش داشته‌است، می‌توان به آبی تیره تقریباً سیاه، پسرعموها و خانواده بزرگ اسپانیایی اشاره نمود.